# Zamach w Fajsalabadzie (8 marca 2011)
Zamach w Fajsalabadzie – akt terrorystyczny, jaki miał miejsce 8 marca 2011 roku Fajsalabadzie, w wyniku którego co najmniej 25 osób zginęło, a co najmniej 127 osób odniosło rany. Do zamachu przyznała się organizacja Tehrik-i-Taliban. Miała być to zemsta za zabicie przez siły bezpieczeństwa w Fajsalabadzie talibskiego dowódcy Omara Kundi w 2010 roku.

## Zamach
Do zdarzenia doszło w mieście Fajsalabad w pakistańskiej prowincji Pendżab. Około godziny 10:30 na stacji CNG wybuchła Toyota Corolla wyładowana 40 kilogramami materiałów wybuchowych. 
Okolica stacji jest newralgiczna, w pobliżu znajdują się biura służb wywiadowczych Pakistanu (Inter-Services Intelligence, ISI) oraz biura wojskowe. Budynki ISI oraz Pakistan International Airlines zostały zniszczone. Zdarzenie spowodowało wybuch kilku cystern z gazem, w wyniku którego zniszczonych zostało kilka pojazdów i budynków.
Teren stacji został zniszczony. Na miejsce zdarzenia sprowadzono ciężki sprzęt w celu poszukiwania ocalałych. Wśród ofiar jest oficer ISI i nauczyciel.